# Johan Ahlsten
Carl Johan Ahlsten, i riksdagen kallad Ahlsten i Alva, senare Ahlsten i Hemse, född 25 juli 1893 i Ardre socken, Gotlands län (vid Kaupungs i Ardre), död 5 november 1981 i Hemse, Gotlands län, var en svensk lantbrukare, författare och politiker (folkpartist).

## Biografi
Ahlsten var son till lantbrukaren Karl Ahlsten och Hanna, född Henriksson, . Ahlsten kom från en bondefamilj och var verksam som lantbrukare från 1918 i Koparve i Alva, där han bland annat var kommunalstämmans vice ordförande.
Han gick på folkhögskola och lantmannaskola i Hemse. Ahlsten var landstormsman, ledamot av hushållssällskapets förvaltningsutskott, ordförande i Gotlands äggcentral, mejeriförbundet, Gotlands läns mejeriförening, Gotlands seminförening och riksorganisationen Sveriges seminförening. Han var styrelseledamot av Svenska ägghandlarförbundet, Avelsföreningen för Svensk röd och vit boskap och Gotlands hypoteksförening. Han var ledamot av Svenska missionsförbundets styrelse från 1944, varav som ordförande 1950–1962 och var även aktiv i den gotländska bonderörelsen. Mellan 1922 och 1962 var han fullmäktigeledamot i Gotlands läns landsting.
Ahlsten var riksdagsledamot i andra kammaren för Gotlands läns valkrets från 1949 till nyvalet 1958, samt i första kammaren för Örebro läns valkrets från 1965 till den 14 oktober 1966, då han avsade sig mandatet. I riksdagen var han bland annat ledamot av jordbruksutskottet 1950–1958. Han engagerade sig främst i jordbruksfrågor men också i exempelvis alkoholpolitik.
Johan Ahlsten utgav också memoarer och ett antal lokalhistoriska arbeten.
Ahlsten gifte sig 1918 med Gerda Larsson (1895–1981), dotter till lantbrukaren Oscar Larsson och Emma Dahlbom. Han var far till Yngve (född 1918), Berit (född 1920), Gerd (född 1923), Dagny (född 1925) och Barbro (född 1936). Ahlsten avled 1981 och gravsattes på Alva kyrkogård på Gotland.

## Utmärkelser
Ahlstens utmärkelser:
- Kommendör av Vasaorden (KVO)
- Kommendör av Danska Dannebrogorden (KDDO)
- Riddare av 1. klass av Finlands Lejons orden (RFinlLO1kl)